# Ozarba tilora
Ozarba tilora är en fjärilsart som beskrevs av Dyar 1912. Ozarba tilora ingår i släktet Ozarba och familjen nattflyn. Inga underarter finns listade i Catalogue of Life.